# Polen op de Paralympische Winterspelen 2018
Polen was een van de landen die deelnam aan de Paralympische Winterspelen 2018 in Pyeongchang, Zuid-Korea.

## Medailleoverzicht
| Sport       | Paralympiër   | Onderdeel                 | Medaille |
| ----------- | ------------- | ------------------------- | -------- |
| Alpineskiën | Igor Sikorski | Reuzenslalom, zittend (m) | Brons    |

## Deelnemers en resultaten
(m) = mannen, (v) = vrouwen 

### Alpineskiën
| Paralympiër                         | Onderdeel                            | Resultaat | Prestatie      |
| ----------------------------------- | ------------------------------------ | --------- | -------------- |
| Maciej Krezel Gids: Anna Ogarzynska | Afdaling, visueel beperkt (m)        | 8e        | 1:38.25        |
| Maciej Krezel Gids: Anna Ogarzynska | Super G, visueel beperkt (m)         | 12e       | 1:38.14        |
| Maciej Krezel Gids: Anna Ogarzynska | Supercombinatie, visueel beperkt (m) | 6e        | 2:26.95        |
| Maciej Krezel Gids: Anna Ogarzynska | Reuzenslalom, visueel beperkt (m)    | 10e       | 2:26.43        |
| Maciej Krezel Gids: Anna Ogarzynska | Slalom, visueel beperkt (m)          | 6e        | 1:44.13        |
| Igor Sikorski                       | Afdaling, zittend (m)                | 15e       | 1:31.69        |
| Igor Sikorski                       | Super G, zittend (m)                 | 10e       | 1:28.41        |
| Igor Sikorski                       | Supercombinatie, zittend (m)         | DNF       | Niet gefinisht |
| Igor Sikorski                       | Reuzenslalom, zittend (m)            | Brons     | 2:15.90        |
| Igor Sikorski                       | Slalom, zittend (m)                  | 6e        | 1:43.14        |

### Biatlon
| Paralympiër                            | Onderdeel                    | Resultaat | Prestatie      |
| -------------------------------------- | ---------------------------- | --------- | -------------- |
| Piotr Garbowski Gids: Jakub Twardwoski | 7.5 km, visueel beperkt (m)  | 16e       | 26:32.2        |
| Piotr Garbowski Gids: Jakub Twardwoski | 12.5 km, visueel beperkt (m) | 12e       | 53:11.7        |
| Piotr Garbowski Gids: Jakub Twardwoski | 15 km, visueel beperkt (m)   | DNF       | Niet gefinisht |
| Kamil Rosiek                           | 7.5 km, zittend (m)          | 17e       | 27:25.6        |
| Kamil Rosiek                           | 12.5 km, zittend (m)         | 15e       | 0:56:29.0      |
| Kamil Rosiek                           | 15 km, zittend (m)           | 12e       | 0:56:35.1      |
| Witold Skupien                         | 7.5 km, staand (m)           | 11e       | 21:05.0        |
|                                        |                              |           |                |
| Iweta Faron                            | 6 km, staand (v)             | 15e       | 23:41.1        |
| Iweta Faron                            | 10 km, staand (v)            | 8e        | 42:22.8        |
| Iweta Faron                            | 12.5 km, staand (v)          | 12e       | 51:11.9        |

### Langlaufen
| Paralympiër                                                        | Onderdeel                                          | Resultaat | Prestatie      |
| ------------------------------------------------------------------ | -------------------------------------------------- | --------- | -------------- |
| Piotr Garbowski Gids: Jakub Twardowski                             | 1.5 km sprint klassieke stijl, visueel beperkt (m) | 10e       | 3:59.3         |
| Piotr Garbowski Gids: Jakub Twardowski                             | 10 km klassieke stijl, visueel beperkt (m)         | 9e        | 27:16.5        |
| Piotr Garbowski Gids: Jakub Twardowski                             | 20 km vrije stijl, visueel beperkt (m)             | 9e        | 0:53:46.4      |
| Lukasz Kubica Gids: Wojciech Suchwalko                             | 1.5 km sprint klassieke stijl, visueel beperkt (m) | 16e       | 4:26.2         |
| Lukasz Kubica Gids: Wojciech Suchwalko                             | 10 km klassieke stijl, visueel beperkt (m)         | 12e       | 28:46.3        |
| Lukasz Kubica Gids: Wojciech Suchwalko                             | 20 km vrije stijl, visueel beperkt (m)             | 13e       | 1:01:13.9      |
| Kamil Rosiek                                                       | 1.1 km sprint, zittend (m)                         | 22e       | 3:30.0         |
| Kamil Rosiek                                                       | 7.5 km, zittend (m)                                | DNF       | Niet gefinisht |
| Kamil Rosiek                                                       | 15 km, zittend (m)                                 | 21e       | 0:48:35.5      |
| Witold Skupien                                                     | 1.5 km sprint klassieke stijl, staand (m)          | 7e        | 3:40.5         |
| Witold Skupien                                                     | 10 km klassieke stijl, staand (m)                  | 6e        | 25:05.9        |
| Witold Skupien                                                     | 20 km vrije stijl, staand (m)                      | 5e        | 0:49:02.8      |
|                                                                    |                                                    |           |                |
| Iweta Faron                                                        | 15 km vrije stijl, staand (v)                      | DNF       | Niet gefinisht |
|                                                                    |                                                    |           |                |
| Piotr Garbowski Gids: Jakub Twardowski Kamil Rosiek Witold Skupien | 4 x 2.5 km, estafette open                         | 9e        | 26:08.4        |

Andorra · Argentinië · Armenië · Australië · België · Bosnië en Herzegovina · Brazilië · Bulgarije · Canada · Chili · China · Denemarken · Duitsland · Finland · Frankrijk · Georgië · Griekenland · Groot-Brittannië · Hongarije · IJsland · Iran · Italië · Japan · Kazachstan · Kroatië · Mexico · Mongolië · Nederland · Nieuw-Zeeland · Noord-Korea · Noorwegen · Oekraïne · Oezbekistan · Oostenrijk · Polen · Roemenië · Servië · Slovenië · Slowakije · Spanje · Tadzjikistan · Tsjechië · Turkije · Verenigde Staten · Wit-Rusland · Zuid-Korea · Zweden · Zwitserland
Neutrale paralympische atleten